# أديل جيراس
أديل دافني جيراس (مواليد 15 مارس 1944) ، وهي كاتبة إنجليزية تكتب للأطفال الصغار والمراهقين والبالغين.

## النشأة
ولدت جيراس في القدس، خلال الانتداب البريطاني على فلسطين لأبوين يهوديين بريطانيين. كان والدها يخدم في قوات الانتداب البريطاني، وأصبح لاحقًا محاميًا وقاضيًا في المحكمة العليا في تنجانيقا، عاشت في عدّة بلدان مثل نيجيريا وقبرص وتنجانيقا (الجزء الرئيسي الآن من تنزانيا ) وغامبيا وبريطانيا شمال بورنيو في فترة قصيرة من الزمن. التحقت بمدرسة روديان في برايتون ثم تخرجت من كلية سانت هيلدا في أكسفورد بشهادة في اللغات الحديثة. كانت معروفة بمواهبها المسرحية والصوتية، لكنها قررت بدلاً من ذلك أن تصبح كاتبة بدوام كامل. 

## العمل
أول كتب جيراس كان "تناول الشاي في منزل السيدة ماندربي"، الذي نُشر عام 1976. أول رواية كاملة لها كانت "الفتيات في الإطار المخملي". كتبت أكثر من 95 كتابًا للأطفال والشباب والكبار. من أعمالها الأخرىرواية تروي (طروادة) (التي اختيرت في القائمة المختصرة لجائزة وايت بريد وحصلت على إشادة عالية لميدالية كارنيجي)، و"سعيد للأبد" (نُشرت سابقًا باسم Egerton Hall Trilogy) و الثلج الصامت والثلج السري وألف ياردة من البحر.
من رواياتها الموجهة للكبار: مواجهة النور، وقصة هستر، وصنع في الجنة، وحياة خفية.
في كانون الأول (ديسمبر) 2016، أصبح جيراس عضواً تحكيم مسابقة عيد الميلاد الخاصة"تحدي الجامعات التي أطلقتها قناة بي بي سي الثانية، وذلك ضمن فريق جامعة أكسفورد في سانت هيلدا. 

## الجوائز
فازت جيراس بجائزتين في الولايات المتحدة، جائزة سيدني تيلور للكتاب عن قصص جدتي وجائزة الكتاب اليهودي الوطني. وفازت أيضًا بجوائز عن إنتاجها الشعري وفازت بالمشاركة بجائزة "كتيب شعر سميث دورستوب" التي قدمتها إحدى دور النشر بهذا الاسم. 

## الحياة الشخصية
زوج جيراس هو الأكاديمي الماركسي نورمان جيراس. لهما ابنتان هما الروائية والشاعرة صوفي هانا، وجيني جيراس، وكلتاهما تعملان في دار ماكميلان للنشر. 

## روابط خارجية
- الموقع الرسمي
- أديل جيراس  على قاعدة بيانات الخيال التأملي على الإنترنت
- أديل جيراس في مستندات مكتبة الكونغرس، مع 45 كتالوجue للسجلات
- لمحة عن أديل جيراس  في موقع الإلكتروني للقرية التي تعيش فيها الآن: